# Storbritanniens bidrag i Eurovision Song Contest

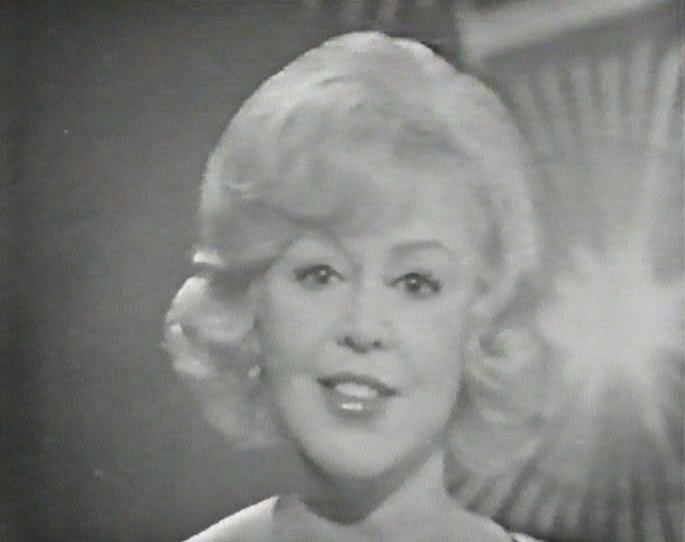
Kathy Kirby i Neapel 1965.

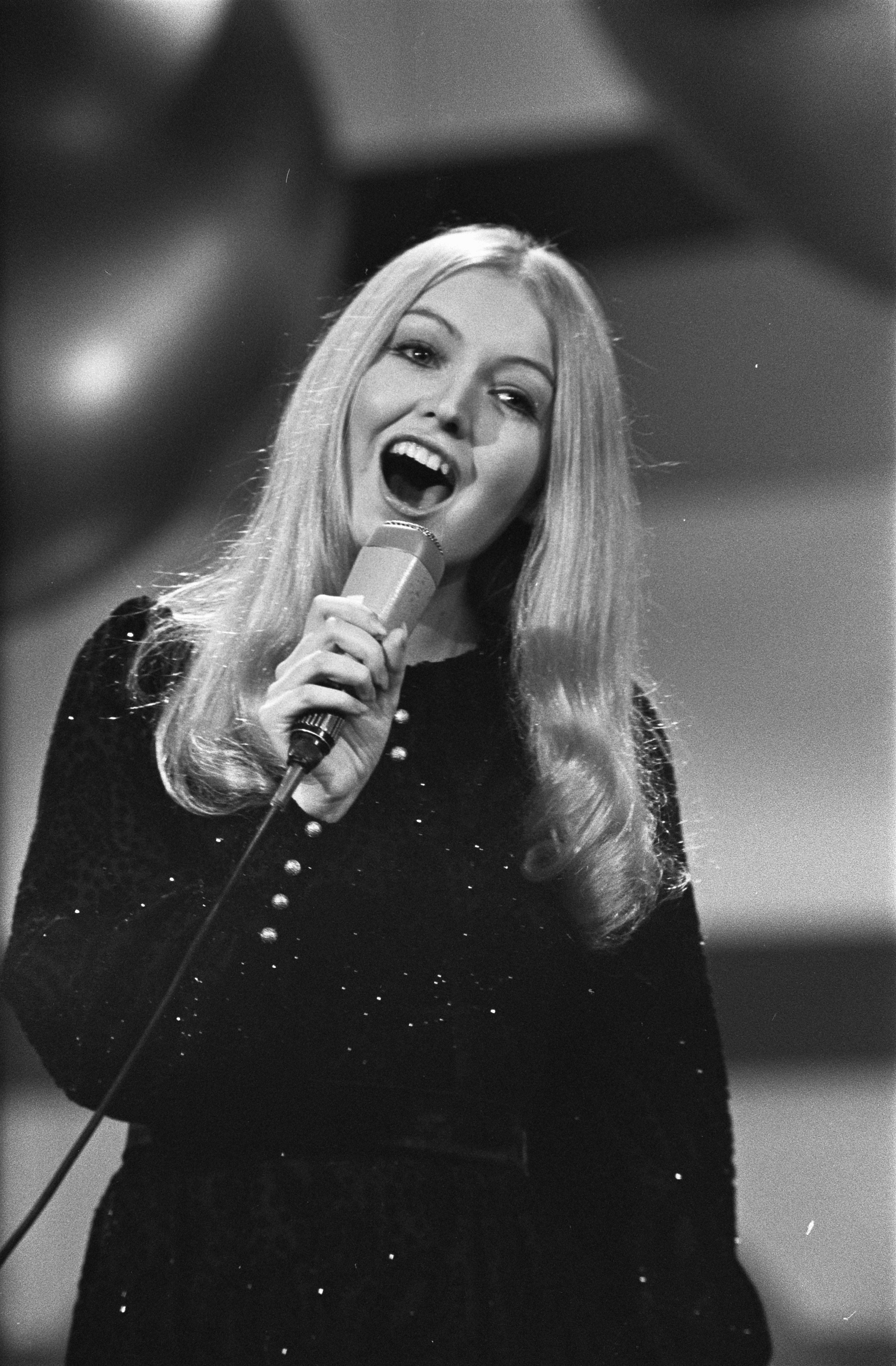
Mary Hopkin i Amsterdam 1970.

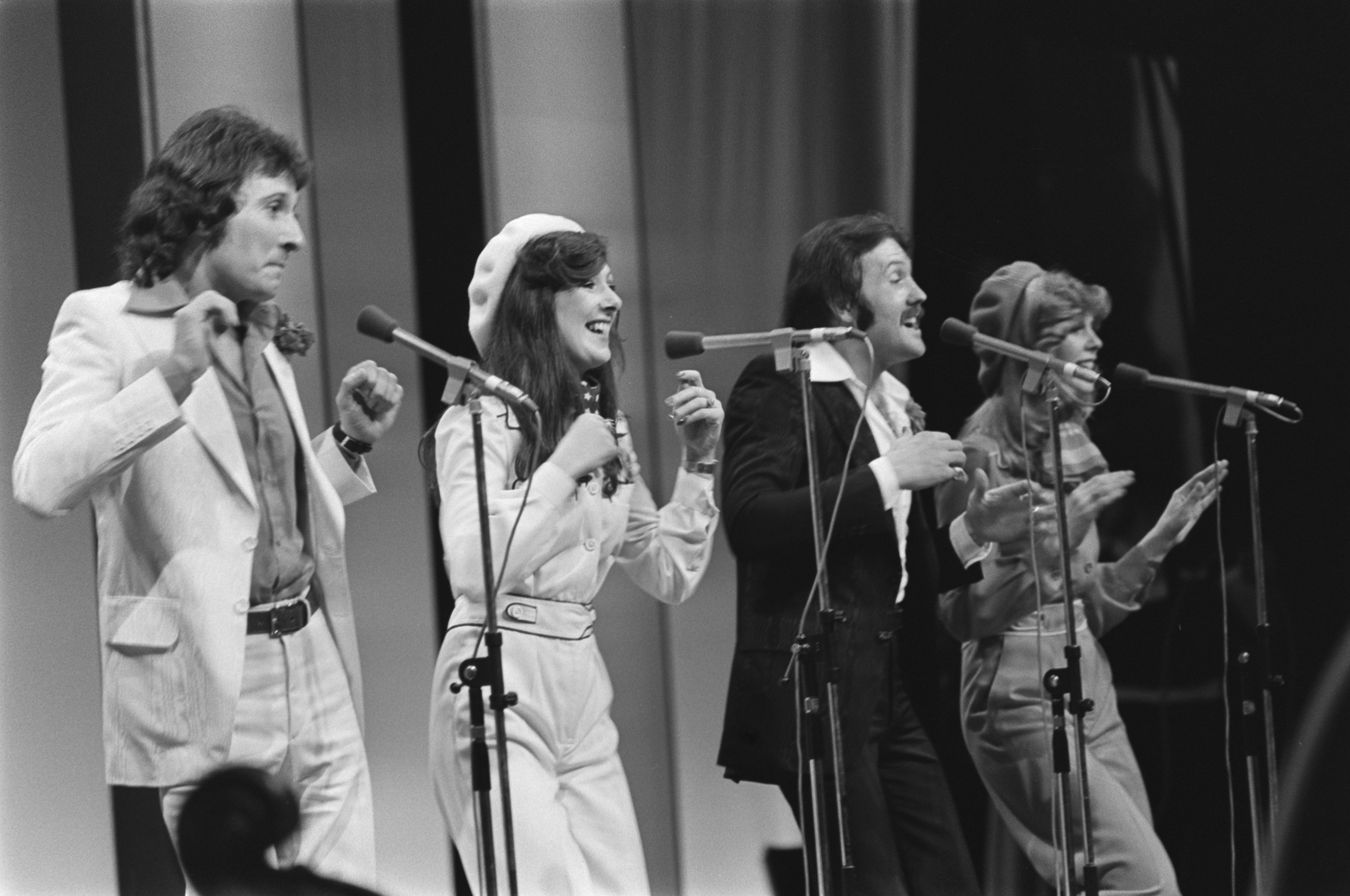
Brotherhood of Man i Haag 1976.

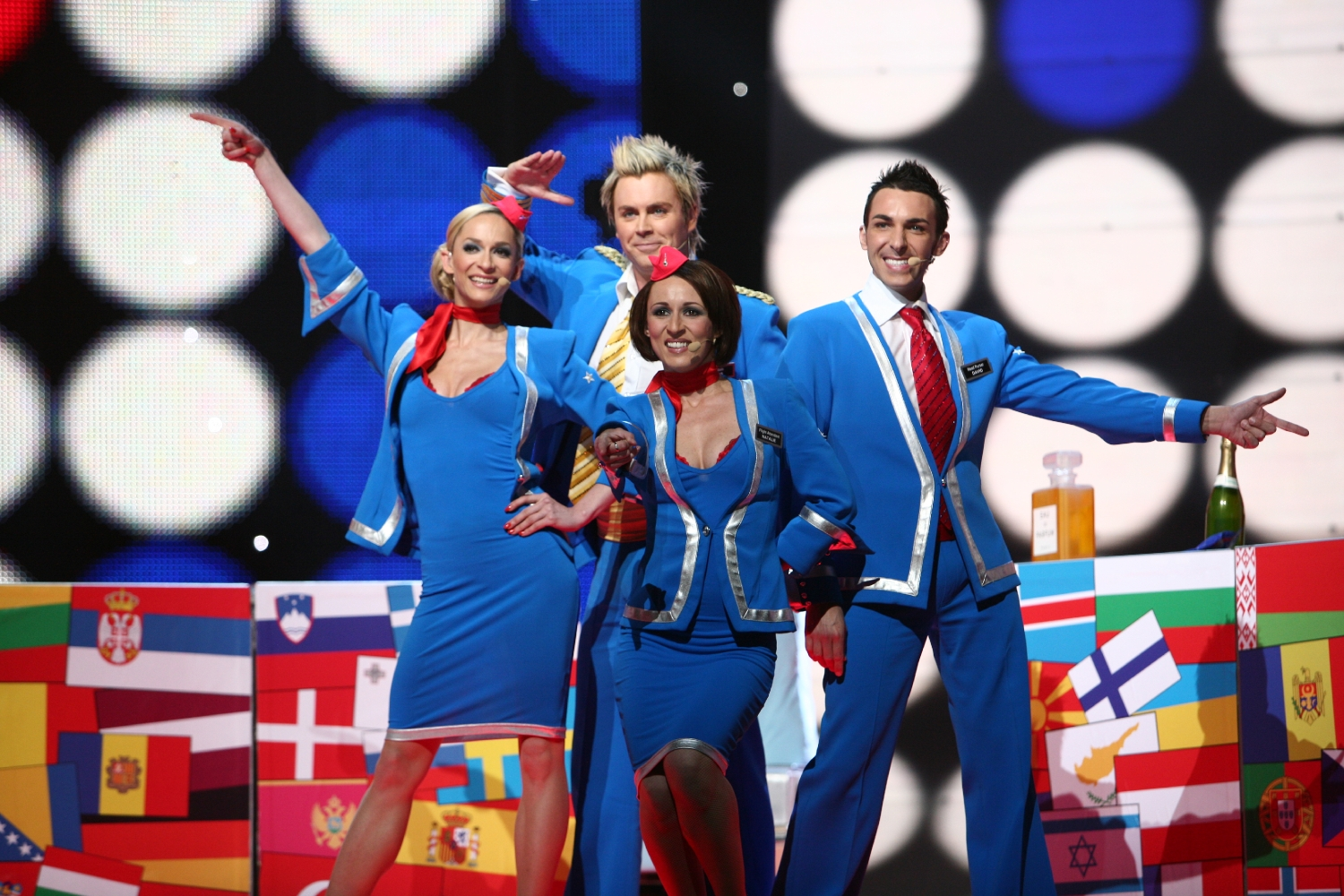
Scooch i Helsingfors 2007.

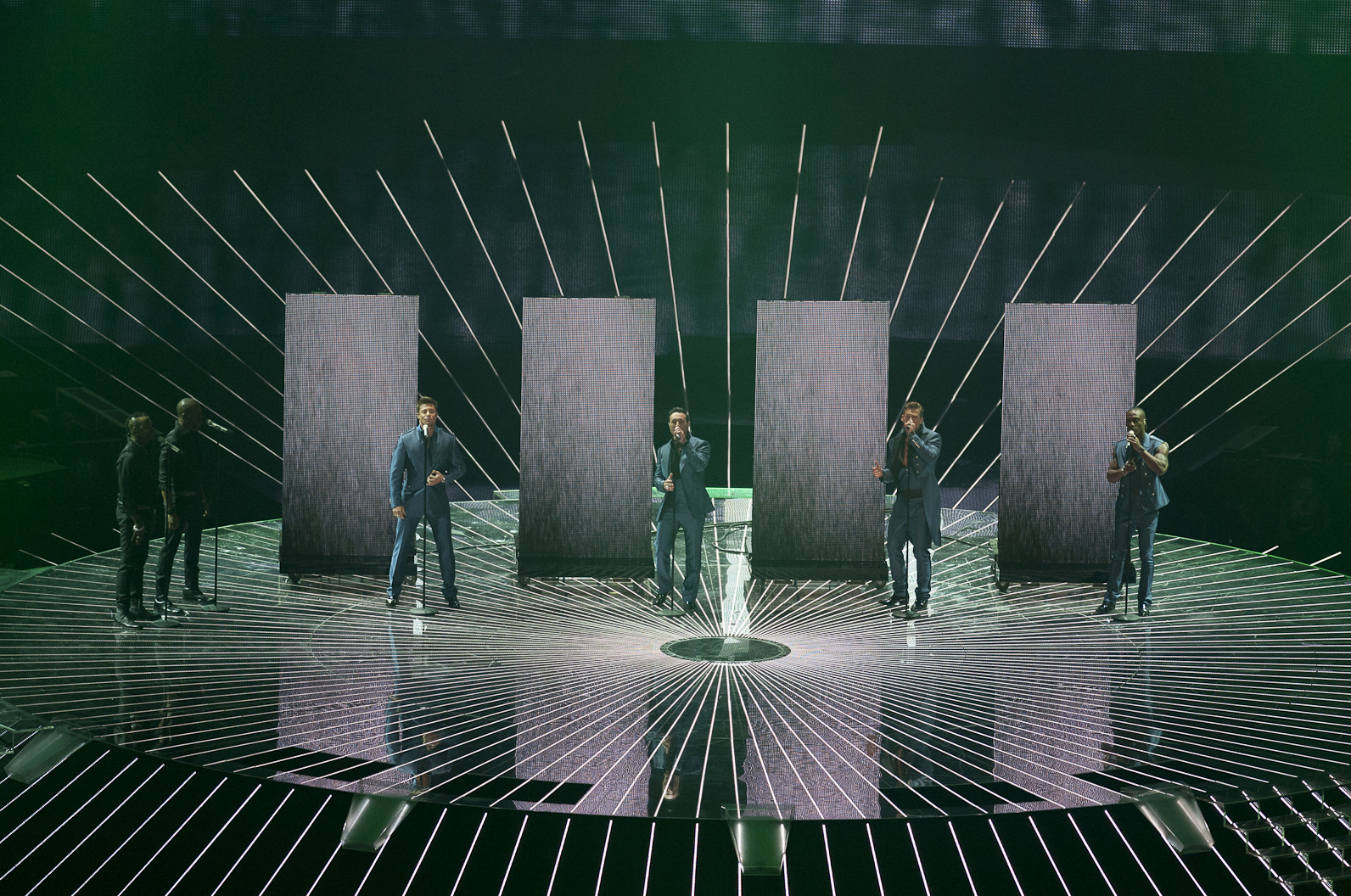
Blue i Düsseldorf 2011.

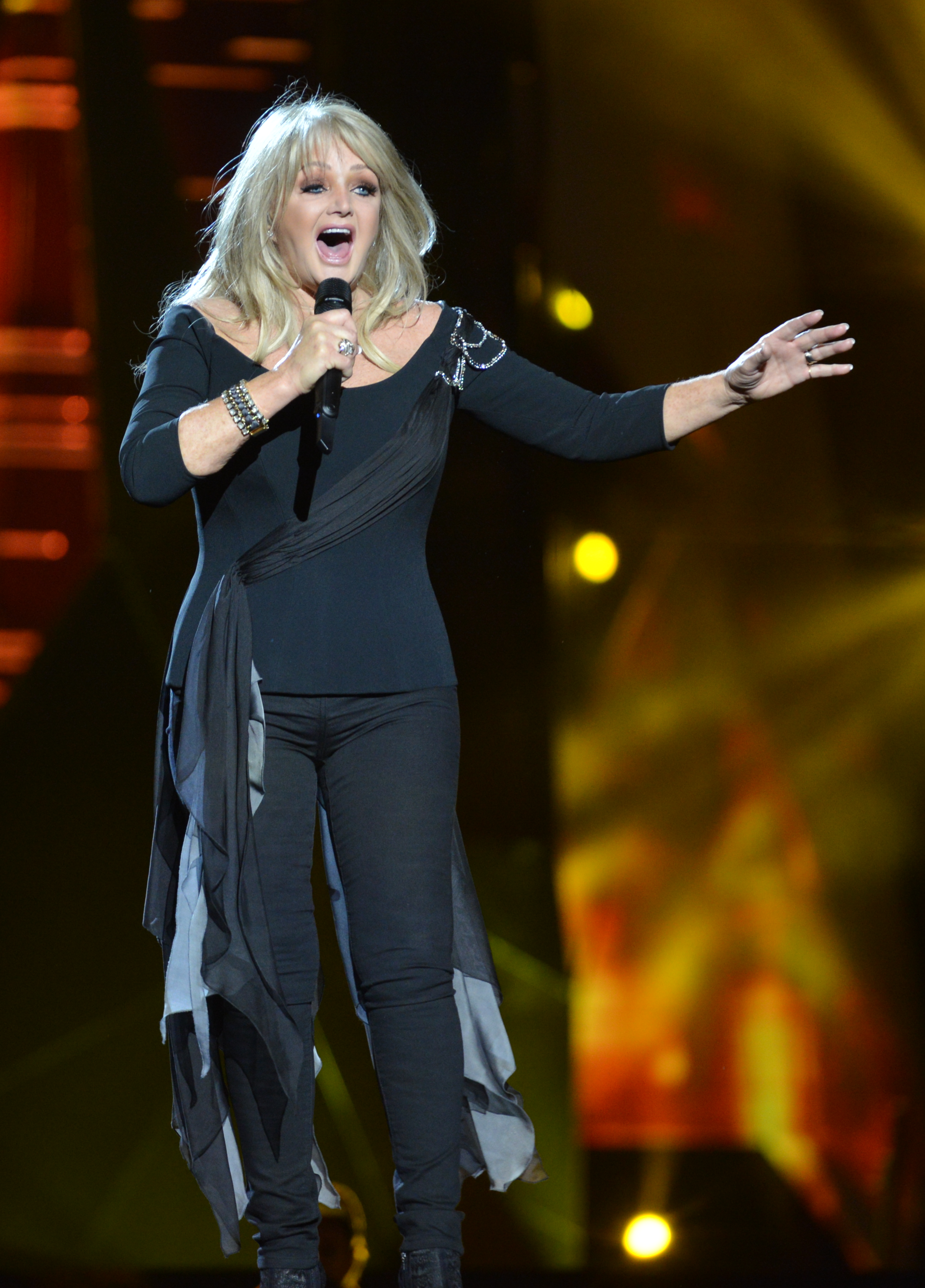
Bonnie Tyler i Malmö 2013.

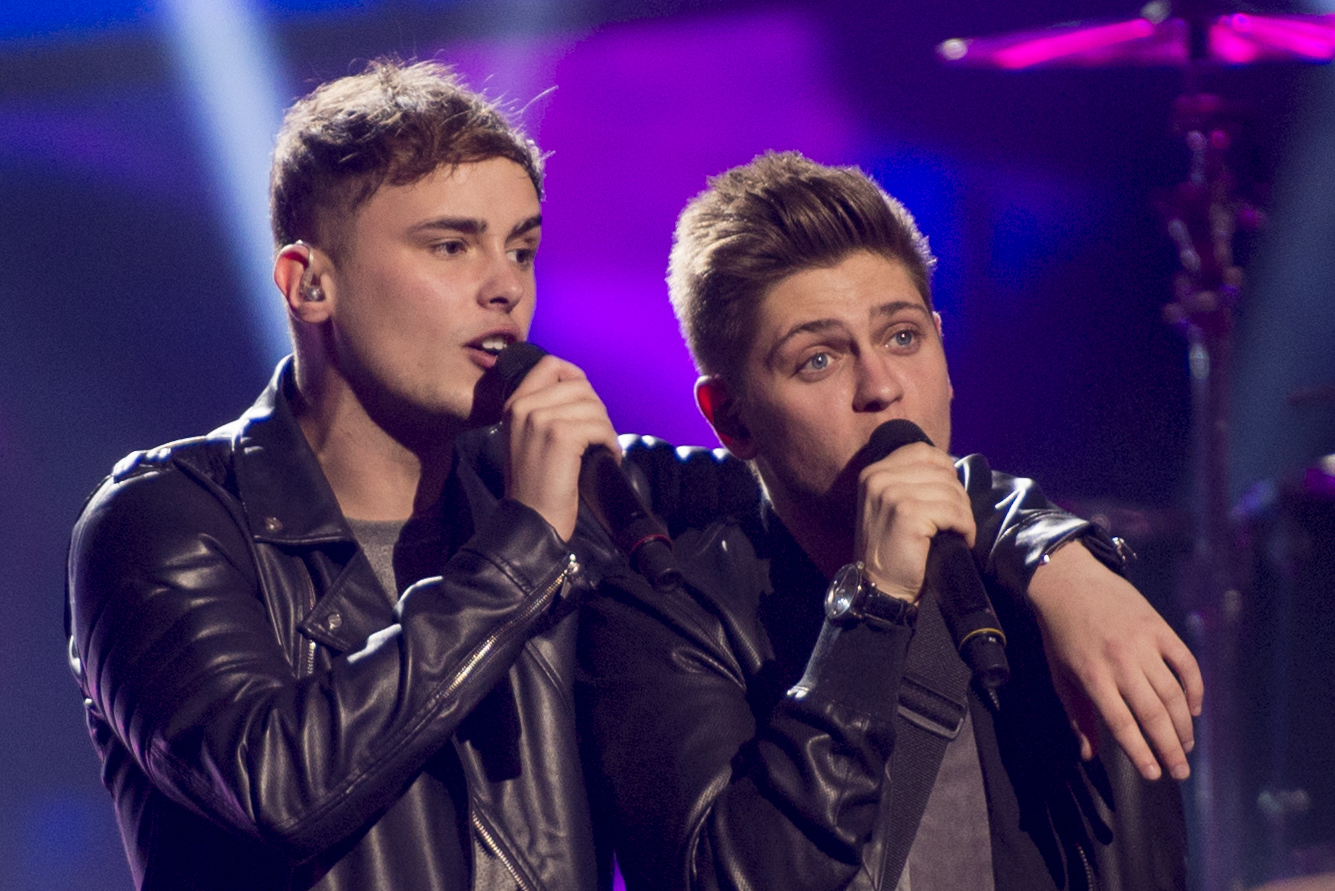
Joe & Jake i Stockholm 2016.

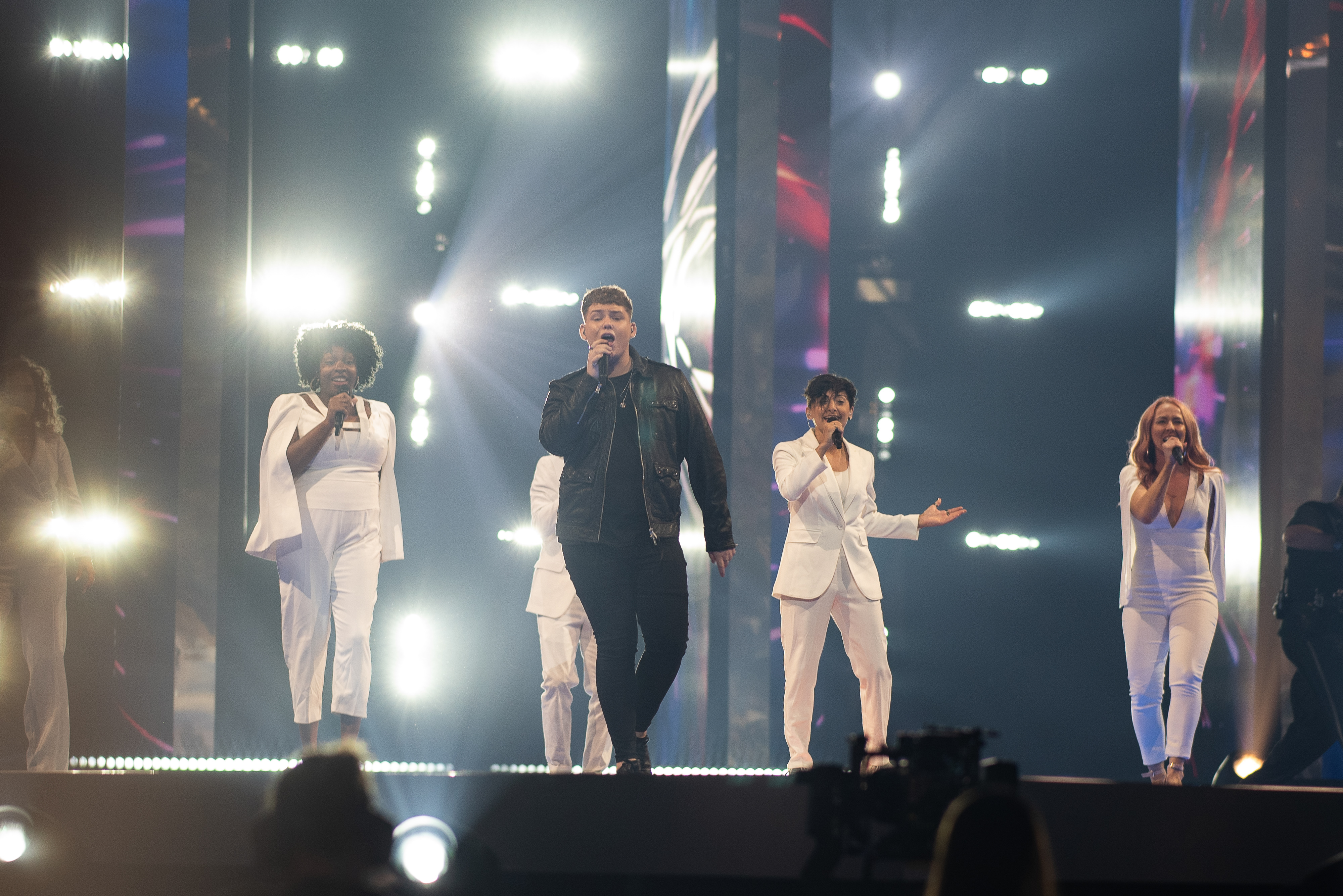
Michael Rice i Tel Aviv 2019.

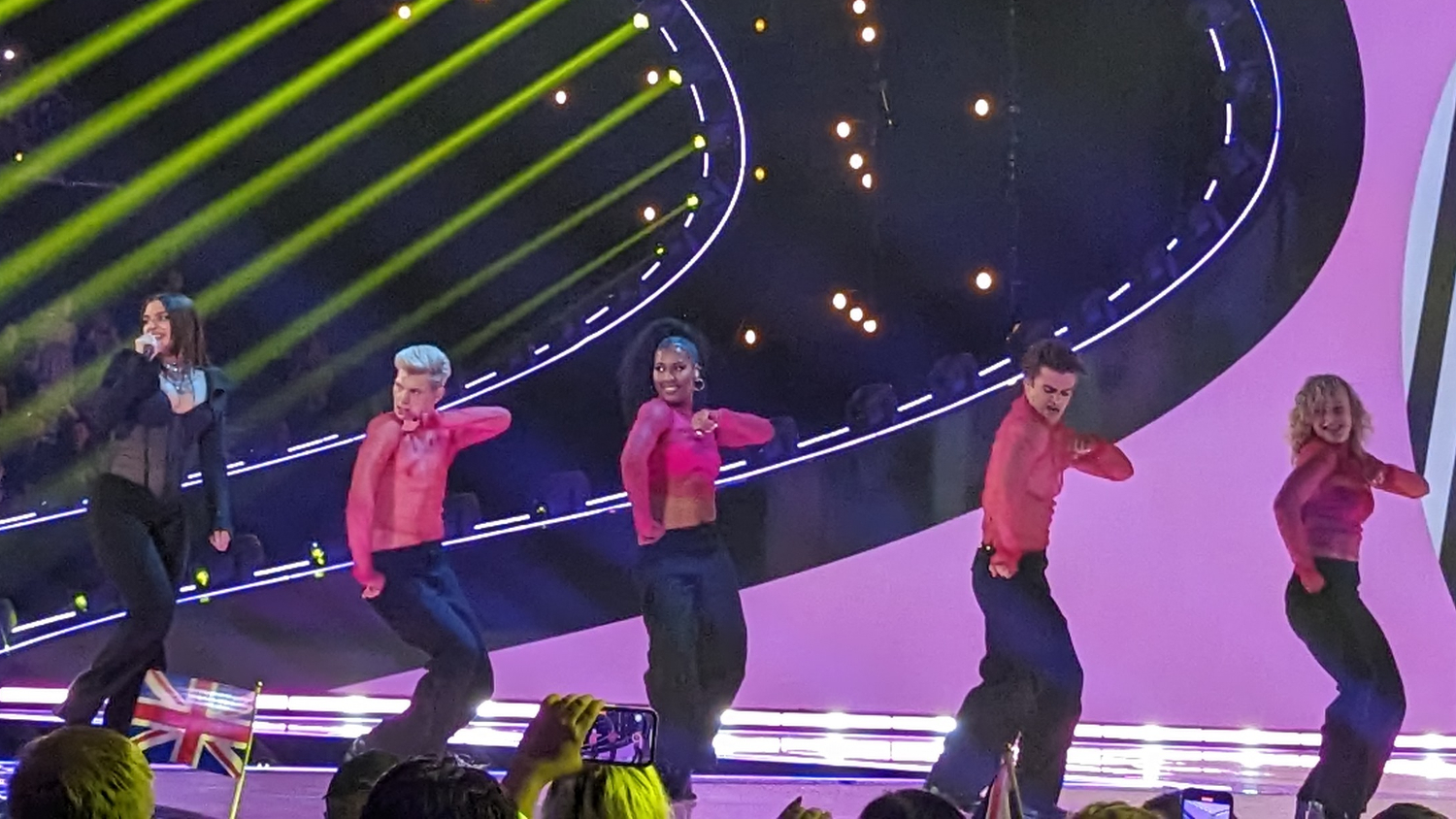
Mae Muller i Liverpool 2023.

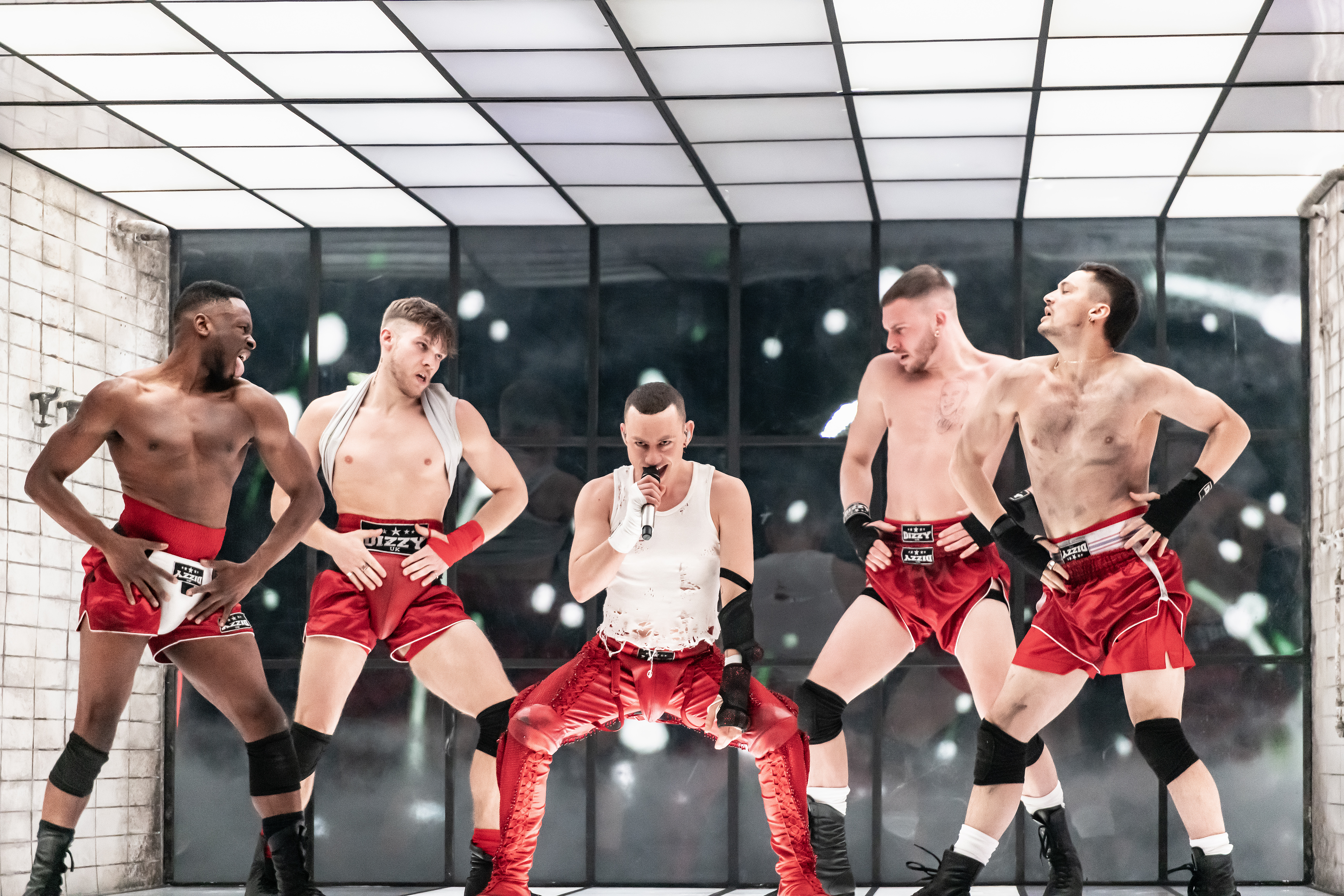
Olly Alexander i Malmö 2024.

Storbritannien debuterade i Eurovision Song Contest 1957 och har till och med 2025 deltagit 67 gånger. Det brittiska tv-bolaget BBC har ansvarat för Storbritanniens medverkan varje år sedan 1957. Majoriteten av Storbritanniens bidrag har valts ut genom en nationell uttagning. Men det har förekommit en del år där man endast valt ut bidraget internt av BBC. 
Storbritannien hör till ett av tävlingens framgångsrikaste länder. Resultatmässigt har Storbritannien flest pallplatser av alla länder. Storbritannien har vunnit tävlingen 5 gånger (1967, 1969, 1976, 1981 och 1997), kommit två 16  gånger (1959, 1960, 1961, 1964, 1965, 1968, 1970, 1972, 1975, 1977, 1988, 1989, 1992, 1993, 1998 och 2022) och slutat trea 3 gånger (1973, 1980 & 2002). Storbritannien har också stått värd för tävlingen flest gånger av alla länder, hela nio gånger. Förutom de tillfällen man arrangerat tävlingen året efter man vunnit (förutom 1970) har Storbritannien stått värd för tävlingen fem gånger till fast landet inte vunnit året tidigare. Detta hände 1960, istället för Nederländerna, 1963 istället för Frankrike, 1972 istället för Monaco, 1974 istället för Luxemburg och 2023 istället för Ukraina. Storbritannien hade under en lång tid haft den högsta totalpoängen i tävlingens historia. Det varade fram till år 2015 då Sverige tog över förstaplatsen och Storbritannien halkade ner till andra plats. Det berodde på att det hade gått dåligt för Storbritannien medan det hade gått bra för Sverige som tog fyra medaljer under år 2011–2015.
Storbritannien är numera med i konstellationen The Big Five och är därmed direktkvalificerade till finalen nästkommande år. Storbritannien behöver således aldrig kvalificera sig från semifinalen.

## Storbritannien i Eurovision Song Contest

### Historia
Storbritannien gjorde sin debut i tävlingen 1957 med bidraget All, framförd av Patricia Bredin. Storbritanniens första försök i tävlingen resulterade i en sjundeplats i Frankfurt. Året efter drog sig Storbritannien ur tävlan. Anledningen till avhoppet sägs ha berott på att BBC inte fick arrangera tävlingen och därför valde att inte delta. Storbritannien återvände året efter och har deltagit samtliga år därefter. Storbritannien blev snabbt ett av tävlingens mest framgångsrika länder. Återvändandet 1959 var startskottet för Storbritanniens dominans i tävlingen, något som skulle vara fram till slutet på 1990-talet. Storbritannien kom tvåa i tre år i sträck åren 1959, 1960 och 1961. Storbritannien var värd för tävlingen 1960. Nederländerna hade vunnit tävlingen året innan men avböjde att arrangera så snart efter sitt arrangemang av 1958 års tävling och därför fick Storbritannien, som hade kommit tvåa året före, arrangera den istället. 1962 och 1963 representerade Ronnie Carroll landet två år i rad, vilket slutade med fjärde plats vid båda tillfällena. Storbritannien stod återigen som värd för tävlingen 1963 istället för Frankrike som avstod på grund av ekonomin. 1964 var Storbritannien tillbaka på pallplats igen, denna gången med Matt Monro som hamnade två efter Italien i Köpenhamn. Året därpå resulterade i ytterligare en andraplats med Kathy Kirby som hamnade sex poäng efter vinnaren Luxemburg. Storbritanniens första seger kom till slut 1967 med Sandie Shaw och låten Puppet on a String. Bidraget vann överlägset, men låten var på väg att bli diskvalificerad på förhand, i och med att denna funnits tillgänglig på skiva redan den 6 mars, som skulle ha varit festivalens ursprungsdatum. Emellertid lämnades aldrig någon formell protest in. Låten har i efterhand blivit en klassiker inom eurovisionen. 1968 stod London som värdstad för tävlingen. På hemmaplan var Storbritannien nära att vinna med bidraget Congratulations framförd av Cliff Richard. I finalen var röstningen en rysare. Tyskland hade gett Spanien sex poäng i den näst sista röstningsomgången vilket gjorde att Spanien gick om Storbritannien med en poäng. När Jugoslavien skulle dela ut sina poäng som sista landet fick varken Storbritannien eller Spanien några poäng, vilket ledde till att Spanien tog sin första seger i tävlingen och Storbritannien kom tvåa. Trots andraplatsen blev låten Congratulations en internationell hit och nådde bland annat första plats på svenska Kvällstoppen som den mest sålda skivan. 1969 stod Storbritannien tillsammans med Spanien, Nederländerna och Frankrike som segrare i finalen i Madrid då alla fyra länderna hade slutat på delad första plats med lika mycket poäng. Efter en lottdragning fick Nederländerna äran att arrangera tävlingen 1970. Under 1970-talet fortsatte Storbritannien att leverera bra resultat i tävlingen. Man hamnade på pallplats hela sex gånger och alla åren förutom en slutade man inom topp tio. 1978 slutade Storbritannien på elfte plats i finalen vilket var första gången då Storbritannien stod utanför topp tio. Storbritannien stod värd för tävlingen tre gånger under 1970-talet, varav två av tre värdskap arrangerade man tävlingen istället för ett annat land som vunnit året tidigare. 1972 hölls tävlingen i Edinburgh, trots att Monaco vunnit året innan. Monaco hade inte resurser att arrangera festivalen vilket var anledningen till att tävlingen hölls i Storbritannien. 1974 fick Storbritannien arrangera tävlingen i Brighton. Storbritannien hade kommit trea året innan och eftersom varken ettan Luxemburg eller tvåan Spanien hade möjlighet att arrangera tävlingen föll lotten på BBC. Cliff Richard gjorde ett nytt försök att vinna tävlingen, vilket gjordes 1973 med låten Power to All Our Friends. Storbritannien var förhandsfavoriten, men efter en spännande röstningsomgång slutade Storbritannien trea i Luxemburg. Storbritannien representerades 1974 av Olivia Newton-John, som kom till att bli en av de bästsäljande musikartister genom tiderna och för sin roll i musicalfilmen Grease. Med sin låt Long Live Love slutade hon fyra på hemmaplan.
1976 kom Storbritanniens tredje seger i tävlingen med låten Save Your Kisses for Me med gruppen Brotherhood of Man. Storbritannien erhöll totalt 164 poäng från 17 länder, vilket ger landet ett genomsnitt på 9,46 poäng per land. De vann också det året med 80,4% av den maximala poängen (164 av 204). Dessa rekord har ännu inte slagits. Under 1980-talets början slutade britterna på tredjeplats 1980 och vann året efter med låten Making Your Mind Up med gruppen Bucks Fizz. Tack vare segern påbörjades en framgångsrik poppkarriär för gruppen. Mycket minnesvärd är gruppens koreografi där kvinnornas kjolar revs bort under framträdandet. Bucks Fizzs seger var dock långt ifrån självklar under röstningsomgången. I den sista röstningsomgången säkrades gruppens seger genom att ha fått åtta poäng från Sverige. Bidraget vann med fyra poängs försprång före Västtyskland. En annan minnesvärd framträdande från 1980-talets bidrag från Storbritannien var 1984, då man representerades av Belle and the Devotions med låten Love Games. Storbritannien fick ett kyligt mottagande efter sitt uppträdande. Engelska fotbollshuliganer hade orsakat stora skador året innan i Luxemburg (vilket också var värdnationen för tävlingen det året) och delar av publiken buade ut det brittiska bidraget vilket var för första gången i Eurovisionens historia. Själva bidraget klarade sig dock hyfsat bra och hamnade på sjunde plats. 1987 var det andra gången Storbritannien slutade utanför topp tio. Bidraget Only the Light med Rikki slutade på trettondeplats i finalen i Bryssel, vilket dittills var Storbritanniens sämsta resultat i tävlingen. 1988 var Storbritannien återigen nära att vinna tävlingen. I finalens röstningsomgång stod det mellan Storbritanniens Scott Fitzgerald och Schweiziska Céline Dion. Fitzgerald ledde med fem poängs försprång inför sista röstomgången. Jugoslavien, som var sist ut med att ge sina röster, gav sex poäng till Schweiz och inga poäng alls till Fitzgerald vilket ledde till att Schweiz gick om och vann med en poängs marginal. Året efter slutade Storbritannien tvåa igen med sju poäng efter vinnaren Jugoslavien. Britterna fick vänta tre år på sin nästa pallplats, vilket kom 1992 med den välkände musikalartisten Michael Ball och hans poplåt One Step out of Time. Både 1992 och 1993 slutade Storbritannien tvåa efter sin största rival Irland. Det sistnämnda året stod det mellan britternas Sonia och Irlands Niamh Kavanagh om förstaplatsen då ingen självklar segrare hade kunnat koras än inför den sista röstningsomgången. Malta var sist ut att ge ut sina poäng, och Irland ledde med elva poängs försprång före Storbritannien. För att Sonia skulle segra krävdes det att Storbritannien skulle få tolva och att Irland inte skulle få några poäng alls.  När poängen 1-8 och 10 poäng hade fördelats hade Storbritannien och Irland fortfarande inte fått några poäng. Således skulle sista poängen avgöra. 12-poängen gick till slut till ledande Irland som därmed tog hem segern och Storbritannien slutade tvåa för fjortonde gången. Dom kommande tre åren var prestationerna svagare för britterna. 1994 och 1995 slutade man på tionde plats båda åren och 1996 slutade man på åttonde plats i Oslo. Inför finalen 1996 hade EBU anordnat en kvalificeringsomgång där juryn fick lyssna på de 29 ländernas bidrag för att avgöra vilka 22 länder som skulle delta i finalen tillsammans med värdnationen Norge. Storbritannien slutade då på en tredje plats i semifinalen, i Storbritanniens enda semifinal man deltagit i. 
1997 kom Storbritanniens femte och för närvarande senaste seger hittills med Katrina and the Waves med låten Love Shine a Light i Dublin. Bidraget slog då två rekord i tävlingen, bland annat slogs det tidigare rekordet på flest erhållna poäng under en enskild final, då bidraget tilldelades 227 poäng. Storbritannien lyckades hålla rekordet till 2004 då det blev slaget. År 2004 röstade 36 länder jämfört med 25 1997. Med samma bidrag höll Storbritannien rekordet för vinst med störst marginal till tvåan med 70 poäng. Detta överträffades 2009 av Norge, som hade vinstmarginal med 169 poäng. Rekordet för flest tilldelade tolvpoängare (högsta poäng) under en Eurovisionsfinal skedde också detta året. Landet erhöll tio tolvpoängare. Detta rekord delades med Grekland, som också fick tio tolvpoängare, 2005. Dock röstade 25 länder 1997 och 39 länder 2005. 2009 slogs rekordet av Norge, som lyckades skrapa ihop hela 16 tolvpoängare (41 länder kunde rösta på Norge medan 1997 kunde 24 länder rösta på Storbritannien). Storbritannien stod värd för tävlingen 1998 i Birmingham i deras senaste tillfälle man arrangerat tävlingen. Storbritannien slutade, efter en mycket spännande omröstning, på andraplats i finalen. Det blev landets femtonde och senaste gången man kommit tvåa. 1998 markerade också slutet på Storbritanniens gyllene era i tävlingen med toppresultat som inget annat land stod ens nära till att slå. Landet hade vunnit fem gånger, kommit tvåa femton gånger och trea två gånger. På 41 försök hade man bara två gånger slutat utanför topp tio, varav deras sämsta resultat var en trettondeplats 1987. Efter 1998 började det gå sämre för Storbritannien, och tävlingen kom inte att ses lika seriös längre som förut. Mellan åren 1999–2001 hamnade man utanför topp tio, men 2002 kom man tillbaka starkt och slutade på delad tredje plats med värdnationen Estland. Resultatet är Storbritanniens för närvarande senaste gång man stått på pallplats. 2003 blev landets dittills värsta resultat i tävlingen. Storbritannien kom för första gången sist och dessutom poänglöst med duon Jemini, som sjöng låten Cry Baby. Under deras framträdande uppstod tekniska problem som gjorde att gruppen inte kunde höra musiken ordentligt, vilket ledde till att de sjöng i fel tonart genom hela framträdandet, de fick dock inte sjunga om bidraget. Då gruppen inte fick en enda poäng blev det därmed Storbritanniens minst framgångsrika bidrag någonsin. 
När systemet med semifinal introducerades 2004 var Storbritannien en del av konstellationen The Big Four (Numera The Big Five) som innebär att Storbritannien är direktkvalificerade till finalen varje år eftersom Storbritannien tillsammans med fyra andra länder bidrar med mest pengar till EBU. Storbritanniens prestation i tävlingen sedan 2004 har dock generellt sett för det mesta varit med dåliga resultat, varav majoriteten med bottenplaceringar. Storbritannien bjöd dock på en del minnesvärda framträdanden i tävlingen. Bland annat Daz Sampson och låten Teenage Life från 2006, där framträdandet inkluderade fem unga damer klädda i skoluniform, och året efter med gruppen Scooch och låten Flying the Flag (for You) där gruppen var utklädda till kabinpersonal. 2008 och 2010 slutade Storbritannien sist i finalen för andra respektive tredje gången för landet. 2009 gick det riktigt bra för landet då man i finalen i Moskva slutade femma i landets första topp fem placering på sju år. Det är för närvarande senaste gången Storbritannien hamnat inom topp fem. 2011 gjorde man också relativt bra ifrån sig, en elfte plats, till skillnad från de flesta andra år under 2000-talet. Efter det har Storbritannien nästan alla år hamnat bland bottenplaceringarna. Bonnie Tyler representerade landet i Malmö 2013 i hopp om att ge landet en bra placering, men misslyckades då man slutade på nittonde plats. 2019 och 2021 kom landet sist i finalen. Det sistnämnda året blev man dessutom poänglöst. Resultatet är jämte nollpoängaren från 2003 Storbritanniens sämsta resultat någonsin. Storbritannien blev det första landet i det nya röstningssystemet, som introducerades 2016, att sluta sist och poänglöst.

### Nationell uttagningsform
Storbritannien har vid majoriteten av alla deltagande år använt sig av en nationell uttagning. Det första året man deltog utsågs bidraget via en festival där man anordnade tre semifinaler med en final. 1959 och 1960 arrangerade man två semifinaler och en final vilket från 1961 skulle ändras igen där upplägget blev endast en nationell final. Detta systemet användes fram till 1996 då man inkluderade en semifinal med en final. Detta upplägg ändrades tillbaka till att anordna endast en final år 2000. 2009 utökade man uttagningen igen och inkluderade nu flera heats, semifinaler och avslutades med en final. Åren 2011–2015 använde man sig av enbart internval där BBC fick utse bidraget. En nationell final återinfördes 2016 och varade fram till 2019 då man i efterhand återgick till att använda sig av internval. 

## Resultattabell
| 1 | Vinnare                            |
| 2 | Andra plats                        |
| 3 | Tredje plats                       |
| ◁ | Sista plats                        |
| X | Ett bidrag valdes men tävlade inte |

| År               | Artist                      | Bidrag                               | Språk    | Final              | Poäng              | Semi                  | Poäng                 |
| ---------------- | --------------------------- | ------------------------------------ | -------- | ------------------ | ------------------ | --------------------- | --------------------- |
| 1957             | Patricia Bredin             | All                                  | Engelska | 7                  | 6                  | Inga semifinaler      | Inga semifinaler      |
| Deltog inte 1958 |                             |                                      |          |                    |                    |                       |                       |
| 1959             | Pearl Carr & Teddy Johnson  | Sing, Little Birdie                  | Engelska | 2                  | 16                 | Inga semifinaler      | Inga semifinaler      |
| 1960             | Bryan Johnson               | Looking High, High, High             | Engelska | 2                  | 25                 | Inga semifinaler      | Inga semifinaler      |
| 1961             | The Allisons                | Are You Sure                         | Engelska | 2                  | 24                 | Inga semifinaler      | Inga semifinaler      |
| 1962             | Ronnie Carroll              | Ring-a-Ding Girl                     | Engelska | 4                  | 10                 | Inga semifinaler      | Inga semifinaler      |
| 1963             | Ronnie Carroll              | Say Wonderful Things                 | Engelska | 4                  | 28                 | Inga semifinaler      | Inga semifinaler      |
| 1964             | Matt Monro                  | I Love the Little Things             | Engelska | 2                  | 17                 | Inga semifinaler      | Inga semifinaler      |
| 1965             | Kathy Kirby                 | I Belong                             | Engelska | 2                  | 26                 | Inga semifinaler      | Inga semifinaler      |
| 1966             | Kenneth McKellar            | A Man Without Love                   | Engelska | 9                  | 8                  | Inga semifinaler      | Inga semifinaler      |
| 1967             | Sandie Shaw                 | Puppet on a String                   | Engelska | 1                  | 47                 | Inga semifinaler      | Inga semifinaler      |
| 1968             | Cliff Richard               | Congratulations                      | Engelska | 2                  | 28                 | Inga semifinaler      | Inga semifinaler      |
| 1969             | Lulu                        | Boom Bang-a-Bang                     | Engelska | 1                  | 18                 | Inga semifinaler      | Inga semifinaler      |
| 1970             | Mary Hopkin                 | Knock Knock, Who's There?            | Engelska | 2                  | 26                 | Inga semifinaler      | Inga semifinaler      |
| 1971             | Clodagh Rodgers             | Jack in the Box                      | Engelska | 4                  | 98                 | Inga semifinaler      | Inga semifinaler      |
| 1972             | The New Seekers             | Beg, Steal or Borrow                 | Engelska | 2                  | 114                | Inga semifinaler      | Inga semifinaler      |
| 1973             | Cliff Richard               | Power to All Our Friends             | Engelska | 3                  | 123                | Inga semifinaler      | Inga semifinaler      |
| 1974             | Olivia Newton-John          | Long Live Love                       | Engelska | 4                  | 14                 | Inga semifinaler      | Inga semifinaler      |
| 1975             | The Shadows                 | Let Me Be the One                    | Engelska | 2                  | 138                | Inga semifinaler      | Inga semifinaler      |
| 1976             | Brotherhood of Man          | Save Your Kisses for Me              | Engelska | 1                  | 164                | Inga semifinaler      | Inga semifinaler      |
| 1977             | Lynsey de Paul & Mike Moran | Rock Bottom                          | Engelska | 2                  | 121                | Inga semifinaler      | Inga semifinaler      |
| 1978             | Co-Co                       | The Bad Old Days                     | Engelska | 11                 | 61                 | Inga semifinaler      | Inga semifinaler      |
| 1979             | Black Lace                  | Mary Ann                             | Engelska | 7                  | 73                 | Inga semifinaler      | Inga semifinaler      |
| 1980             | Prima Donna                 | Love Enough for Two                  | Engelska | 3                  | 106                | Inga semifinaler      | Inga semifinaler      |
| 1981             | Bucks Fizz                  | Making Your Mind Up                  | Engelska | 1                  | 136                | Inga semifinaler      | Inga semifinaler      |
| 1982             | Bardo                       | One Step Further                     | Engelska | 7                  | 76                 | Inga semifinaler      | Inga semifinaler      |
| 1983             | Sweet Dreams                | I'm Never Giving Up                  | Engelska | 6                  | 79                 | Inga semifinaler      | Inga semifinaler      |
| 1984             | Belle and the Devotions     | Love Games                           | Engelska | 7                  | 63                 | Inga semifinaler      | Inga semifinaler      |
| 1985             | Vikki Watson                | Love Is                              | Engelska | 4                  | 100                | Inga semifinaler      | Inga semifinaler      |
| 1986             | Ryder                       | Runner in the Night                  | Engelska | 7                  | 72                 | Inga semifinaler      | Inga semifinaler      |
| 1987             | Rikki                       | Only the Light                       | Engelska | 13                 | 47                 | Inga semifinaler      | Inga semifinaler      |
| 1988             | Scott Fitzgerald            | Go                                   | Engelska | 2                  | 136                | Inga semifinaler      | Inga semifinaler      |
| 1989             | Live Report                 | Why Do I Always Get it Wrong?        | Engelska | 2                  | 130                | Inga semifinaler      | Inga semifinaler      |
| 1990             | Emma Booth                  | Give a Little Love Back to the World | Engelska | 6                  | 87                 | Inga semifinaler      | Inga semifinaler      |
| 1991             | Samantha Janus              | A Message to Your Heart              | Engelska | 10                 | 47                 | Inga semifinaler      | Inga semifinaler      |
| 1992             | Michael Ball                | One Step Out of Time                 | Engelska | 2                  | 139                | Inga semifinaler      | Inga semifinaler      |
| 1993             | Sonia                       | Better the Devil You Know            | Engelska | 2                  | 164                | Inga semifinaler      | Inga semifinaler      |
| 1994             | Frances Ruffelle            | Lonely Symphony (We Will Be Free)    | Engelska | 10                 | 63                 | Inga semifinaler      | Inga semifinaler      |
| 1995             | Love City Groove            | Love City Groove                     | Engelska | 10                 | 76                 | Inga semifinaler      | Inga semifinaler      |
| 1996             | Gina G                      | Ooh Aah... Just a Little Bit         | Engelska | 8                  | 77                 | 3                     | 153                   |
| 1997             | Katrina and the Waves       | Love Shine a Light                   | Engelska | 1                  | 227                | Inga semifinaler      | Inga semifinaler      |
| 1998             | Imaani                      | Where Are You?                       | Engelska | 2                  | 166                | Inga semifinaler      | Inga semifinaler      |
| 1999             | Precious                    | Say It Again                         | Engelska | 12                 | 38                 | Inga semifinaler      | Inga semifinaler      |
| 2000             | Nicki French                | Don't Play That Song Again           | Engelska | 16                 | 28                 | Del av "The big four" | Del av "The big four" |
| 2001             | Lindsay D                   | No Dream Impossible                  | Engelska | 15                 | 28                 | Del av "The big four" | Del av "The big four" |
| 2002             | Jessica Garlick             | Come Back                            | Engelska | 3                  | 111                | Del av "The big four" | Del av "The big four" |
| 2003             | Jemini                      | Cry Baby                             | Engelska | 26                 | 0                  | Del av "The big four" | Del av "The big four" |
| 2004             | James Fox                   | Hold On to Our Love                  | Engelska | 16                 | 29                 | Del av "The big four" | Del av "The big four" |
| 2005             | Javine Hylton               | Touch My Fire                        | Engelska | 22                 | 18                 | Del av "The big four" | Del av "The big four" |
| 2006             | Daz Sampson                 | Teenage Life                         | Engelska | 19                 | 25                 | Del av "The big four" | Del av "The big four" |
| 2007             | Scooch                      | Flying the Flag (for You)            | Engelska | 23                 | 19                 | Del av "The big four" | Del av "The big four" |
| 2008             | Andy Abraham                | Even If                              | Engelska | 25                 | 14                 | Del av "The big four" | Del av "The big four" |
| 2009             | Jade Ewen                   | It's My Time                         | Engelska | 5                  | 173                | Del av "The big four" | Del av "The big four" |
| 2010             | Josh Dubovie                | That Sounds Good to Me               | Engelska | 25                 | 10                 | Del av "The big four" | Del av "The big four" |
| 2011             | Blue                        | I Can                                | Engelska | 11                 | 100                | Del av "The big five" | Del av "The big five" |
| 2012             | Engelbert Humperdinck       | Love Will Set You Free               | Engelska | 25                 | 12                 | Del av "The big five" | Del av "The big five" |
| 2013             | Bonnie Tyler                | Believe in Me                        | Engelska | 19                 | 23                 | Del av "The big five" | Del av "The big five" |
| 2014             | Molly                       | Children of the Universe             | Engelska | 17                 | 40                 | Del av "The big five" | Del av "The big five" |
| 2015             | Electro Velvet              | Still in Love with You               | Engelska | 24                 | 5                  | Del av "The big five" | Del av "The big five" |
| 2016             | Joe and Jake                | You're Not Alone                     | Engelska | 24                 | 62                 | Del av "The big five" | Del av "The big five" |
| 2017             | Lucie Jones                 | Never Give Up on You                 | Engelska | 15                 | 111                | Del av "The big five" | Del av "The big five" |
| 2018             | SuRie                       | Storm                                | Engelska | 24                 | 48                 | Del av "The big five" | Del av "The big five" |
| 2019             | Michael Rice                | Bigger than Us                       | Engelska | 26                 | 11                 | Del av "The big five" | Del av "The big five" |
| 2020             | James Newman                | My Last Breath                       | Engelska | Tävlingen inställd | Tävlingen inställd | Del av "The big five" | Del av "The big five" |
| 2021             | James Newman                | Embers                               | Engelska | 26                 | 0                  | Del av "The big five" | Del av "The big five" |
| 2022             | Sam Ryder                   | Space Man                            | Engelska | 2                  | 466                | Del av "The big five" | Del av "The big five" |
| 2023             | Mae Muller                  | I Wrote a Song                       | Engelska | 25                 | 24                 | Del av "The big five" | Del av "The big five" |
| 2024             | Olly Alexander              | Dizzy                                | Engelska | 18                 | 46                 | Del av "The big five" | Del av "The big five" |
| 2025             | Remember Monday             | What the Hell Just Happened?         | Engelska | 19                 | 88                 | Del av "The big five" | Del av "The big five" |

## Röstningshistorik (1957–2017)
Källa: Eurovision Song Contest Database

### Storbritannien hargivitmest poäng till...
| Endast finaler | Endast finaler | Endast finaler |
| Nr             | Land           | Poäng          |
| -------------- | -------------- | -------------- |
| 1              | Irland         | 240            |
| 2              | Sverige        | 207            |
| 3              | Tyskland       | 168            |
| 4              | Schweiz        | 156            |
| 5              | Danmark        | 124            |
| 5              | Frankrike      | 124            |

| Finaler och semifinaler | Finaler och semifinaler | Finaler och semifinaler |
| Nr                      | Land                    | Poäng                   |
| ----------------------- | ----------------------- | ----------------------- |
| 1                       | Irland                  | 298                     |
| 2                       | Sverige                 | 247                     |
| 3                       | Tyskland                | 168                     |
| 4                       | Schweiz                 | 161                     |
| 5                       | Danmark                 | 154                     |

### Storbritannien harmottagitflest poäng från...
| Endast finaler | Endast finaler | Endast finaler |
| Nr             | Land           | Poäng          |
| -------------- | -------------- | -------------- |
| 1              | Irland         | 239            |
| 2              | Schweiz        | 206            |
| 3              | Frankrike      | 192            |
| 4              | Österrike      | 189            |
| 5              | Tyskland       | 186            |

## Värdland
Detta är en tabell över de gånger Storbritannien varit värd för Eurovision Song Contest.
| År                           | Stad       | Plats                       | Presentatör                                                                        |
| ---------------------------- | ---------- | --------------------------- | ---------------------------------------------------------------------------------- |
| Eurovision Song Contest 1960 | London     | Royal Festival Hall         | Katie Boyle                                                                        |
| Eurovision Song Contest 1963 | London     | BBC Television Centre       | Katie Boyle                                                                        |
| Eurovision Song Contest 1968 | London     | Royal Albert Hall           | Katie Boyle                                                                        |
| Eurovision Song Contest 1972 | Edinburgh  | Usher Hall                  | Moira Shearer                                                                      |
| Eurovision Song Contest 1974 | Brighton   | Brighton Dome               | Katie Boyle                                                                        |
| Eurovision Song Contest 1977 | London     | Wembley Conference Centre   | Angela Rippon                                                                      |
| Eurovision Song Contest 1982 | Harrogate  | Harrogate Conference Centre | Jan Leeming                                                                        |
| Eurovision Song Contest 1998 | Birmingham | National Indoor Arena       | Ulrika Jonsson, Terry Wogan                                                        |
| Eurovision Song Contest 2023 | Liverpool  | M&S Bank Arena              | Alesha Dixon, Hannah Waddingham, Julia Sanina och Graham Norton (endast i finalen) |